# Asparagus merkeri
Asparagus merkeri — вид рослин із родини холодкових (Asparagaceae).

## Біоморфологічна характеристика
Це прямовисний кущ; гілки слабосмугасті, 30–40 см завдовжки.

## Середовище проживання
Ареал: Танзанія.